# Zelfportret van Rembrandt (Florence)
Zelfportret is een schilderij van Rembrandt in de Uffizi in Florence.

## Voorstelling
Het stelt de schilder Rembrandt voor. Hij draagt een grote zwarte baret over een muts, een bruine jas en een rode tuniek. Op zijn borst draagt hij een medaillon of munt aan een lint.

## Toeschrijving en datering
Het werk is niet gesigneerd. Toch wordt het in de literatuur unaniem aan Rembrandt toegeschreven. Er wordt van uitgegaan dat het werk in de laatste levensjaren van Rembrandt (1668 of 1669) geschilderd is.

## Herkomst
Het werk wordt voor het eerst beschreven in de Inventario Generale de Quadri del Ser.mo. Principe Leopoldo di Toscana van de Galleria Palatina in het Palazzo Pitti in Florence. Hierin wordt het onder nummer 142 vermeld in een lijst schilderijen die tussen 1663 en eind 1671 door Leopoldo de' Medici werden verworven. Waarschijnlijk werd het in Amsterdam van Rembrandt zelf gekocht door Cosimo III de' Medici tijdens zijn bezoek aan Amsterdam op 29 juni 1669 als onderdeel van zijn tweede reis naar de Nederlanden. Tegenwoordig maakt het deel uit van de verzameling zelfportretten in de Uffizi.